# Sperosoma
Genre
Sperosoma est un genre d’oursins (échinodermes) réguliers abyssaux de la famille des Echinothuriidae.

## Description et caractéristiques

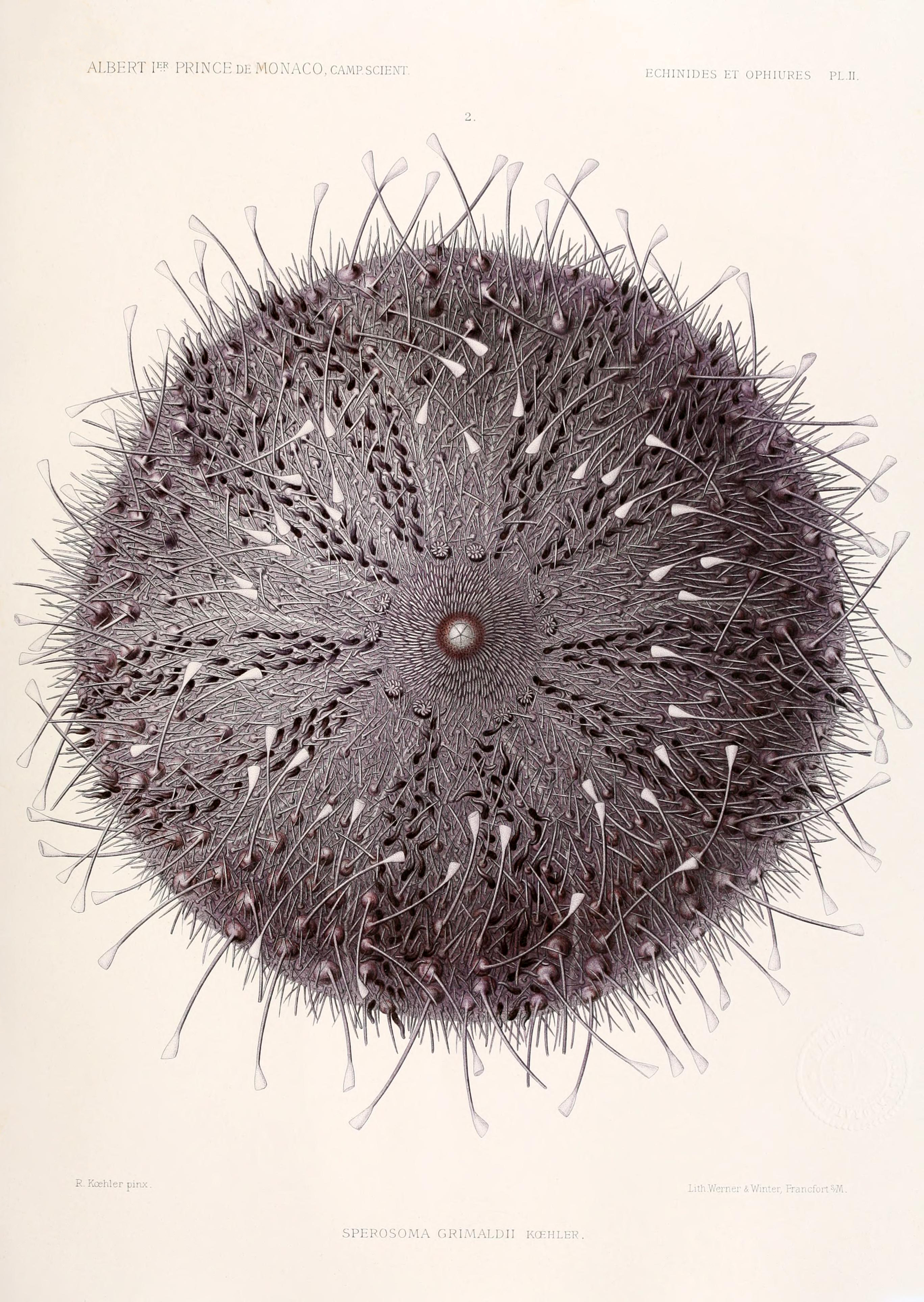
Sperosoma grimaldii, illustration historique.

Ce sont de grands oursins réguliers, de silhouette arrondie, légèrement aplatis dorsalement. Le test (coquille) de ces oursins peut dépasser 20 cm ; il est fin et légèrement mou, ce qui vaut à ces espèces l'appellation d'« oursins-casquette ».
Ces espèces présentent les caractéristiques suivantes :
- un disque apical monocyclique ;
- des ambulacres trigéminés ; sur la face aborale le plus gros élément est subdivisé en deux parties, une adradial avec une paire de pores et une perradiale non perforée. Deux plaques accessoires occludées de la suture adradiale et portant des paires de pores sont présentes en situation médiane ;
- des paires de pores formant une unique bande médiane irrégulière, et chez quelques espèces certaines paires peuvent être réduites ;
- des ambulacres de largeur similaire à celles des interambulacres à l'ambitus, mais plus larges sur la face orale ;
- des interambulacres sans lacunes membraneuses entre les plaques ;
- des tubercules primaires perforés et non crénulés ;
- des encoches buccales peu profondes mais bien développées ;
- des plaques ambulacraires s'étendant jusqu'au péristome, avec des paires de pores unisériées ;
- des sphaeridia disposées sur l'élément accessoire intérieur à chaque triade ;
- des radioles orales pourvues d'un gros patin conique d'aspect cristallin[2].

Ce genre est extrêmement proche de Tromikosoma (qui n'a pas d'encoches buccales), ce dernier en ayant été distingué récemment.
Ce genre semble d'apparition assez récente, et est répandu dans les eaux profondes des trois principaux bassins océaniques, notamment en milieu tropical. 

## Liste des espèces
Selon World Register of Marine Species (18 août 2015) :
- Sperosoma antillense Mortensen, 1934 -- Barbades
- Sperosoma armatum Koehler, 1927 -- Golfe persique
- Sperosoma biseriatum Döderlein, 1901 -- Mer de Bering
- Sperosoma crassispinum Mortensen, 1934 -- Indo-ouest-Pacifique
- Sperosoma durum Döderlein, 1905 -- Océan Indien
- Sperosoma giganteum A. Agassiz & H.L. Clark, 1907 -- Japon
- Sperosoma grimaldii Koehler, 1897 -- Atlantique est (espèce-type)
- Sperosoma nudum Shigei, 1977 -- Japon
- Sperosoma obscurum A. Agassiz & H.L. Clark, 1907 -- Hawaii
- Sperosoma quincunciale de Meijere, 1904 -- Indo-Pacifique
- Sperosoma tristichum Mortensen, 1934 -- Bornéo

## Galerie

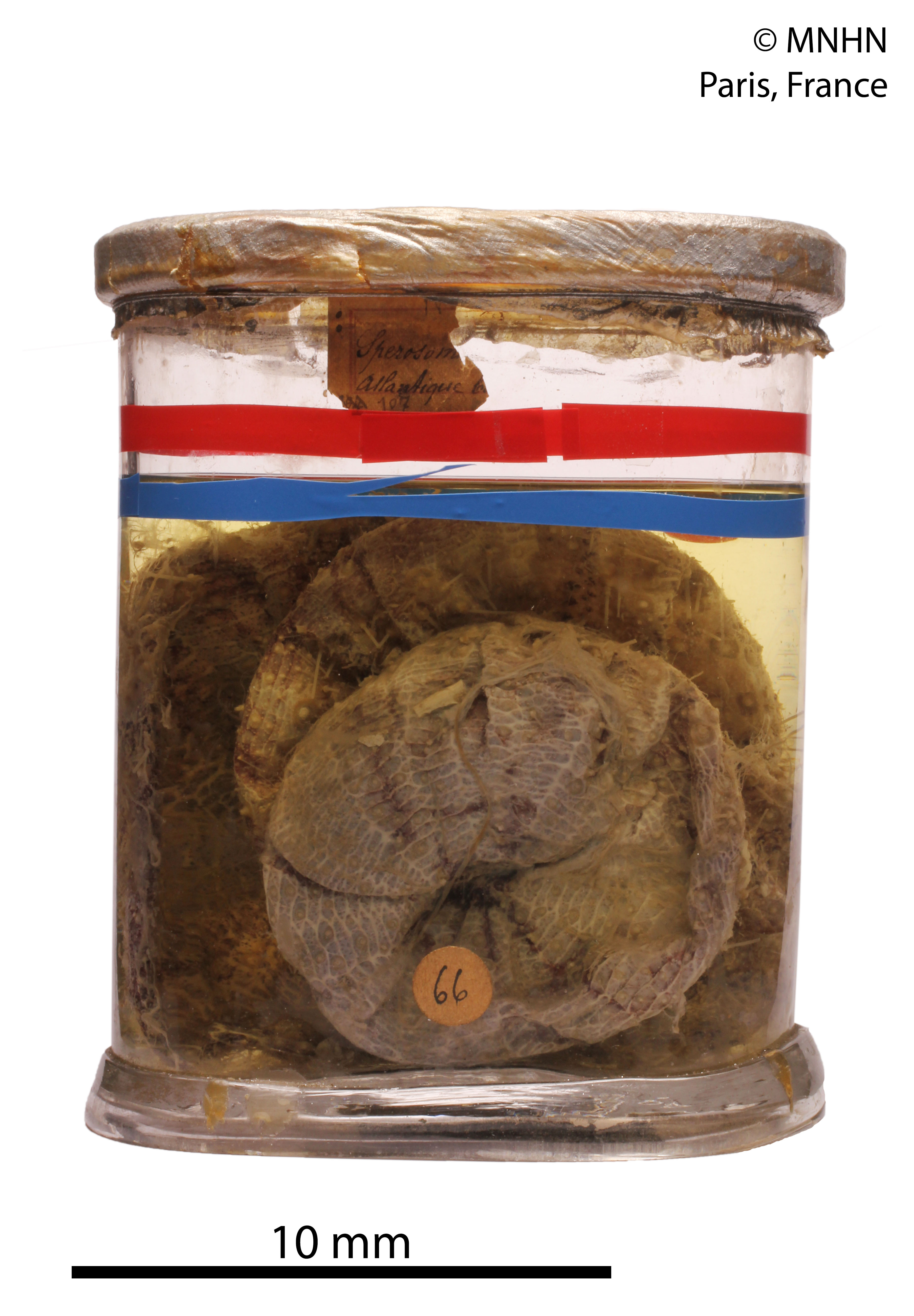
Sperosoma grimaldii
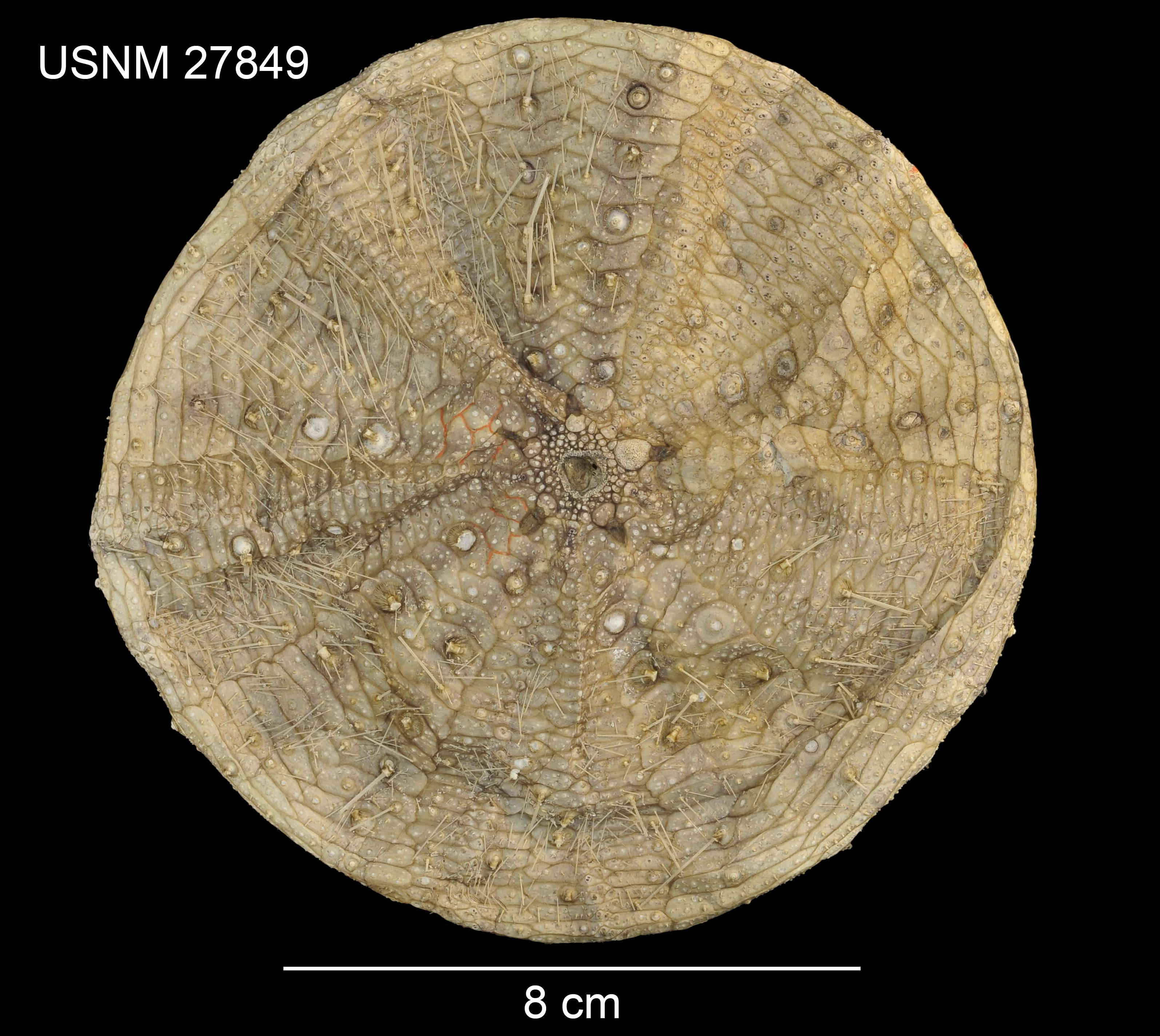
Test de Sperosoma obscurum.